# Nadia Al-Sakkaf
Nadia Al-Sakkaf (en àrab: نادية عبد العزيز السقاف) va ser una exministre i política iemení. Nascuda el 8 de març de 1977 al Iemen. Va ser la redactora cap del primer diari en anglès del país, The Yemen Times, entre els anys 2005 i 2014; i després es va convertir en la primera dona desiganda com a ministra d'informació. És cofundadora de la iniciativa Connecting Yemen per defensar una Internet accessible i assequible al Iemen.
Al-Sakkaf ha rebut nombrosos premis internacionals i locals, i va ser reconeguda per la BBC com una de les 100 dones que van canviar el món, així com una de les joves líders mundials del Fòrum Econòmic Mundial al 2015. Ha publicat extensament als camps de la política, els mitjans de comunicació i el desenvolupament, amb nombroses polítiques, documents de recerca i capítols de llibres, i és autora de dos llibres sobre l'apoderament de les dones iemenies.

## Infància i formació
Al-Sakkaf va néixer el març de 1977 al Iemen. Els seus pares van ser Aziza i Abdulaziz Al-Saqqaf. El seu pare era professor d'economia a la Universitat de Sanà, fundador de l'Organització Àrab de Drets Humans i va fundar el Iemen Times el 1990. Té dos germans i una germana. Es va llicenciar en Ciències de la Computació al Birla Institute of Technology a l'Índia, va fer un màster en Administració de Sistemes d'Informació a la Universitat de Stirling al Regne Unit i un doctorat en ciències polítiques a la Universitat de Reading. Mentre estudiava va col·laborar amb Amnistia Internacional.

## Trajectòria
Al-Sakkaf va començar a treballar com analista de sistemes en Arab Experts Center for Consultancy and Systems. Al 2000, després de la mort del seu pare i del seu germà, va entrar al Yemen Times. Al juliol, quan va entrar, va convertir-se en reportera i traductora, i seguidament, al setembre del mateix any va passar a ser l'editora assistent.
Al 2003 va traballar en el programa huamitari Oxofam. Al març del 2005 va passar a ser l'editora jefe del diari creat pel seu pare on fins ara treballava, el Iemen Times. Al-Sakkaf va participar en diferents protestes exigint que Ali Abdullah Saleh (president del Iemen desde el 1990 fins al 2012) renuncies.
El 2012, va fer la Radio Yemen Times, una emissora de ràdio que va ser la primera plataforma pública gratuïta d'expressió del Iemen, que emetia deu hores al dia com a alternativa als mitjans de comunicació monopolitzats per l'estat. El 2014 va llançar Radio Lana, la primera ràdio comunitària al sud del Iemen.
Al-Sakkaf va ser nomenda ministre d'Informació al 2014. El 20 de gener de 2015, quan els combatents huthis van assaltar la capital i van prendre el control de tots els mitjans de comunicació, Al-Sakkaf es va dirigir a Twitter per informar del cop. Més tard va dir: "Em sentia més una periodista que no pas la ministra d'informació. No tenia por en aquell moment, però després vaig adonar-me de les implicacions. El meu nom estava a tot arreu i tenia 20.000 seguidors més a Twitter". Al maig de 2015, Al-Sakkaf va anar a l'exili a Riad com a membre del govern iemenita reconegut internacionalment que buscava restaurar el president Abdrabbuh Mansur Hadi al poder.
Al 2020 va passar a ser cofundadora del Moviment de Reconciliació Nacional, una iniciativa iemenita per la pau, i el 2021 va cofundar Connecting Yemen, una organització que defensa un accés assequible i igualitari a Internet al Iemen. Va actuar com a vicepresidenta del Comitè Nacional responsable del seguiment de l'aplicació dels resultats de la Conferència de Diàleg Nacional.

## Premis
Al-Sakka va guanyar el premi Gebran Tueni al 2006 i també va rebre el premi Free Media Pioneers Award de l'Institut Internacional de Premsa de Viena en nom del Iemen Times aquest mateix any. Després de 7 anys, al 2013, va rebre el premi Oslo Business for Piece i va ser reconegut per la BBC com una de les 100 dones que van canviar el món.

## Publicacions
Té molts articles de recerca i política, capítols de llibres i va publicar una col·lecció de llibres sobre les experiències de les dones iemenites com a candidates electorals disponible en àrab i anglès.
- Al-Sakkaf, Nadia (Octubre, 2012). «Yemen's Women and the Quest for Change: Political Participation after the Arab Revolution»